# Flaga Nawahów
Flaga Nawahów jest oficjalną flagą Navajo Nation, rezerwatu Indian Nawaho w Arizonie, Nowym Meksyku i Utah.

## Opis

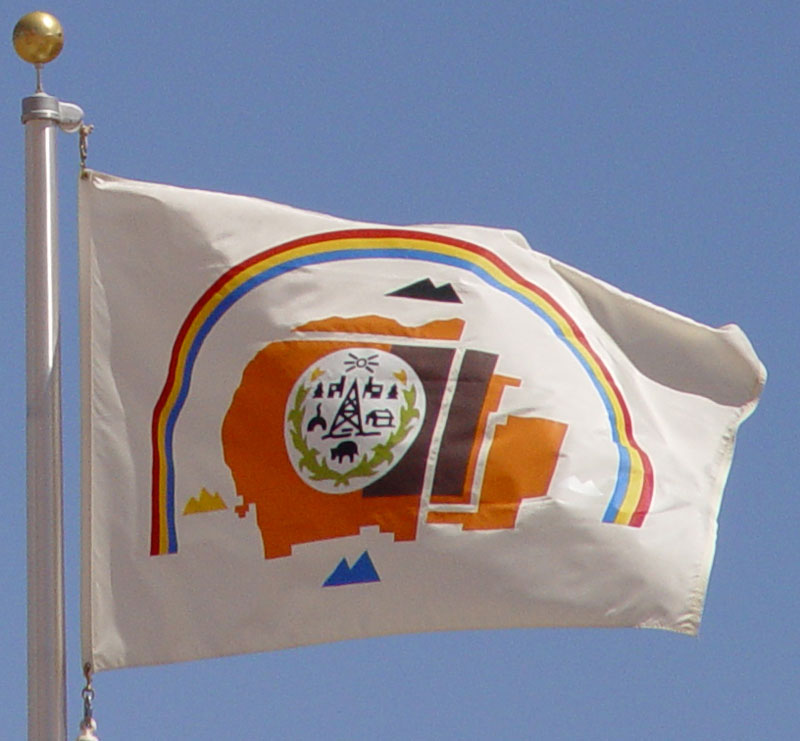

Na jasnopomarańczowym polu znajduje się brązowa mapa Navajo Nation z ciemnym prostokątem symbolizującym pierwotny zasięg rezerwatu. Mapę otaczają cztery święte góry w czterech różnych kolorach (czarny, biały, turkusowy i żółty) odnoszące się do mitu stworzenia Nawahów. Na środku widnieje pieczęć plemienna Navajo Nation. Wszystko zwieńczone jest trójkolorową tęczą.

## Historia
Flaga została oficjalnie przyjęta w 1968 roku.
W 1995 roku flaga stała się pierwszą plemienną flagą Indian Ameryki Północnej w kosmosie, kiedy Bernard Harris wniósł ją na pokład promu kosmicznego Discovery.